# Gorges (Manche)
Gorges ist eine französische Gemeinde mit 347 Einwohnern (Stand 1. Januar 2022) im Département Manche in der Region Normandie. Sie gehört zum Arrondissement Coutances und zum Kanton Agon-Coutainville. 
Sie grenzt im Nordwesten an Le Plessis-Lastelle, im Norden an Montsenelle mit Saint-Jores, im Nordosten an Auvers, im Osten an Terre-et-Marais, im Südosten an Nay, im Süden an Gonfreville und Saint-Patrice-de-Claids sowie im Südwesten an Laulne.

## Bevölkerungsentwicklung
| Jahr      | 1962 | 1968 | 1975 | 1982 | 1990 | 1999 | 2008 | 2018 |
| --------- | ---- | ---- | ---- | ---- | ---- | ---- | ---- | ---- |
| Einwohner | 556  | 521  | 456  | 422  | 425  | 353  | 366  | 344  |

## Sehenswürdigkeiten

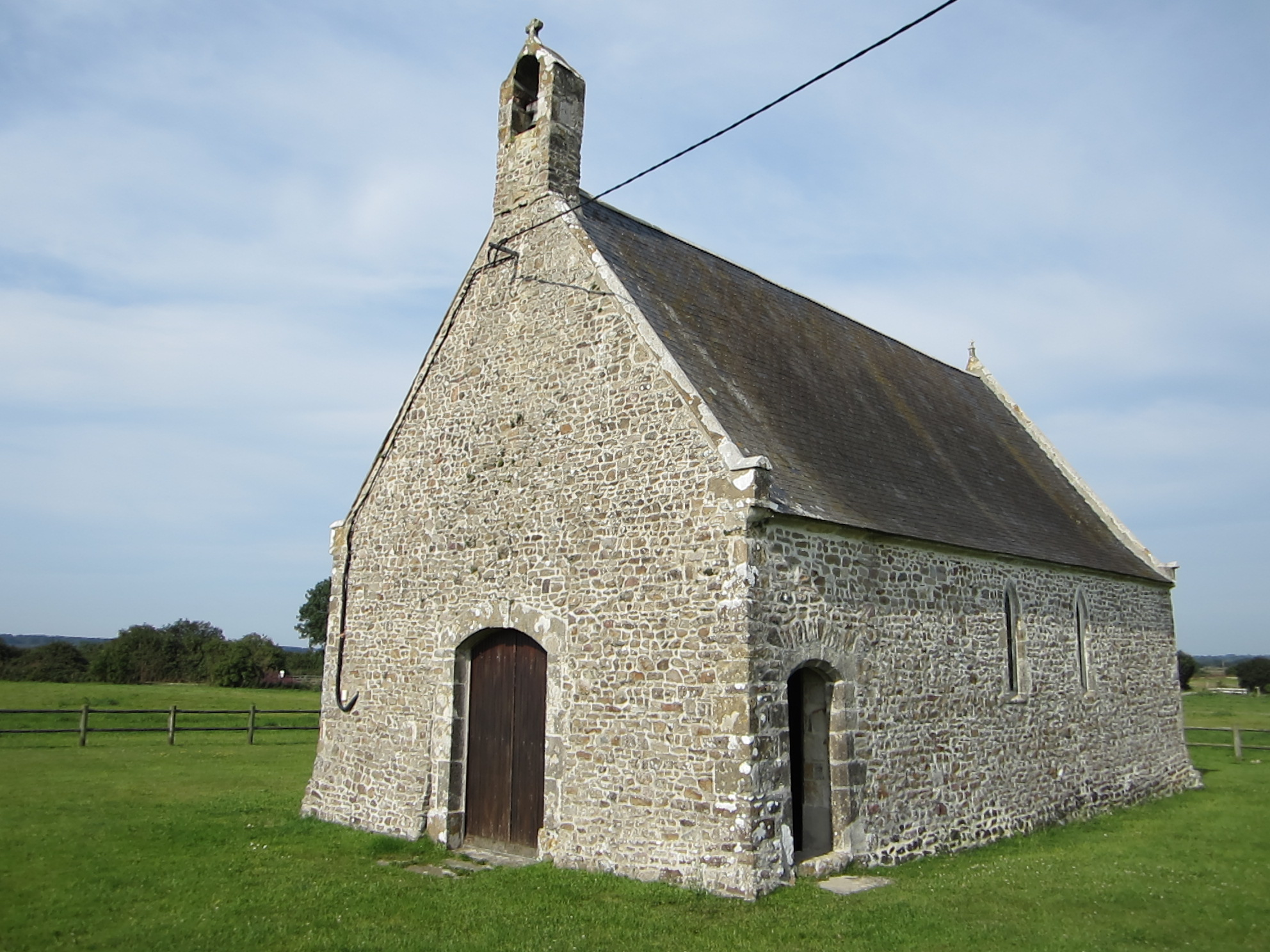
Kapelle Sainte-Anne des Marais
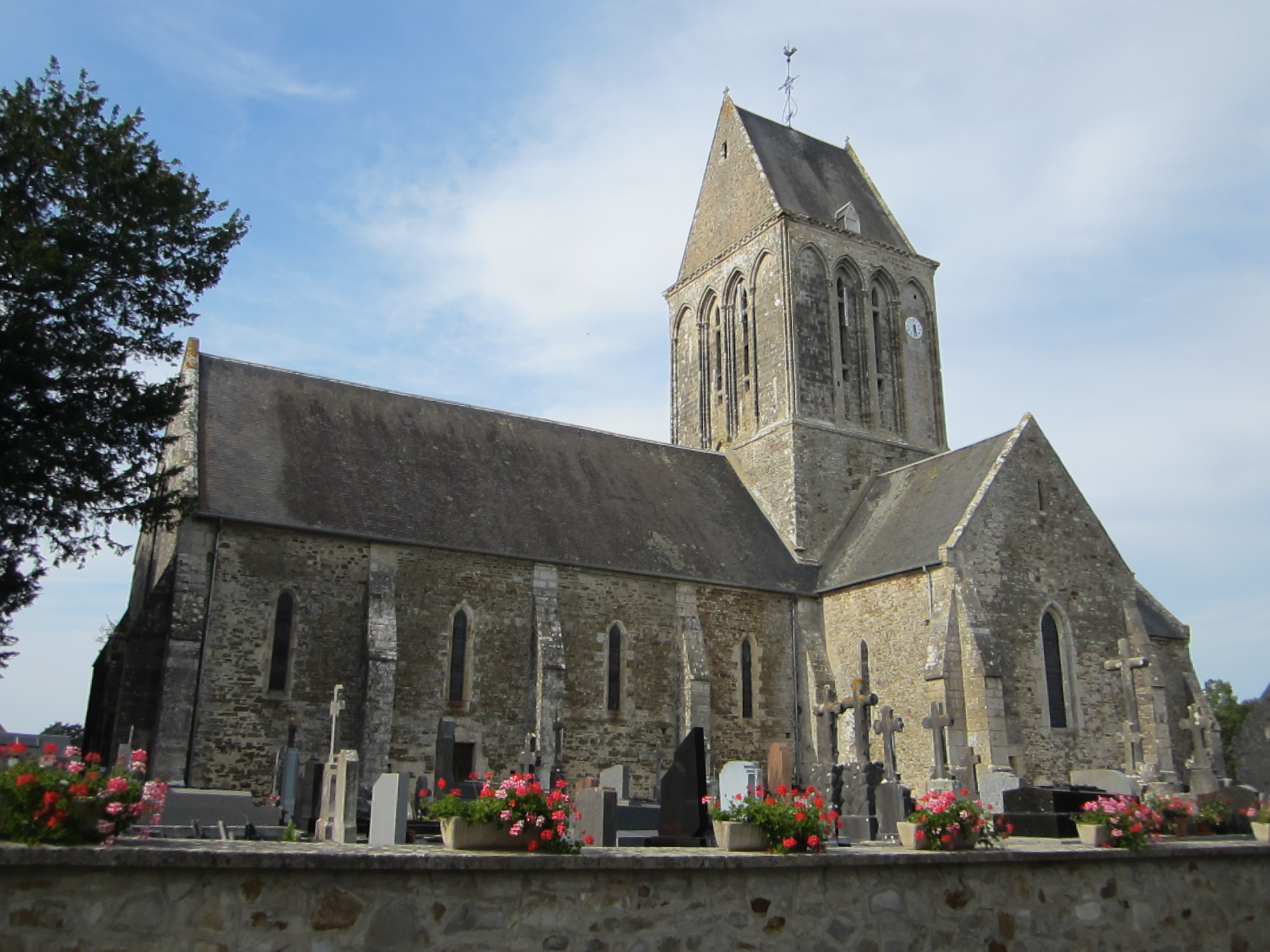
Kirche Nativité de la Notre-Dame

- Kapelle Sainte-Anne des Marais
- Kirche Nativité de la Notre-Dame